# Mishor
 (novembre 2019).
Améliorez-le ou discutez des points à vérifier. 
Le Mishor est une région de la Terre Promise, située à l'est de la mer Morte et du Jourdain, au nord de l'Arnon. Il constitue un plateau qui culmine à 640 m d'altitude.
Il fut occupé dans les temps bibliques par les tribus de Ruben (au sud, entre l'Arnon et le Jabok) et de Gad (au nord).
On y trouvait les monts Nébo et Abarim et les villes d'Adom, Sébon, Cariathaïm, Bosor et Jaser.